# Акіра Сільвано Дісаро
Акіра Сільвано Дісаро (яп. ディサロ燦シルヴァーノ; нар. 2 квітня 1996, Токіо, Японія) — японський футболіст, нападник клубу «Сімідзу С-Палс».

## Життєпис

### Ранні роки
Футболом розпочав займатися в «Міцубіші Йова», після чого перейшов на навчання в «Університет Хосей». На третьому курсі навчання в університеті взяв участь у Всеяпонському футбольному турнірі серед університетських команд. У 2018 році, на четвертому курсі навчання, разом з командою виграв Всеуніверситетський чемпіонат Японії, в той же час Акіру визнали MVP турніру.

### «Джираванц Кітакюсю»
У 2019 році приєднався до «Джираванц Кітакюсю». Дебютував на професіональному рівні в матчі 1-го туру проти «Токіо U-23», в якому на 10-ій хвилині відзначився дебютним голом у дорослому футболі. Після цього через травму пропустив три матчі, але в середині поєдинку 5-го туру проти «Каталле Тоями» відзначився забитим м'ячем. З 12 по 18-ий тури набрав непогану форму, в розпал сезону відзначивсяя 5 голами у 7-ми матчах, в тому числі й 3-ма поспіль. Однак після 21-го туру не відзначився жодним голом у Джей-лізі 3, при цьому зіграв у 9 матчах, але в усіх випадках виходив наприкінці поєдинків і в підсумку відзначився 7-ма голами у 18-ти матчах.
У 2020 році до 7-го туру грав нерегулярно, але починаючи з 7-го туру (25 липня) з поєдинку проти ФК «Ренофа Ямагуті» до 13-го туру (25 липня) й поєдинку проти «Омії Ардії» (19 серпня) грав регулярно, окрім 11-го туру, який він пропустив. Обирався гравцем MVP KONAMI місяця, відзначався 6-ма голами поспіль, зокрема у серпні відзначився 6-ма голами та 2-ма результативними передачами. У першій половині сезону взяв участь у 20-ти матчах та відзначився 10-ма голами. У другій половині сезоні пропустив 6 матчів через травму, але відзначився 8 голами. У складі «Джираванц Кітакюсю» вважався одним з найталановитіших гравців команди.

### «Сімідзу С-Палс»
30 грудня 2020 року підписав повноцінний контракт з «Сімідзу С-Палс». У Кубку Левіна YBC виходив у стартів у всіх восьми матчах «Сімідзу» до початку етапу плей-оф, а дебютним голом у новій команді відзначився 5 травня у матчі 5-го туру групового етапу проти «Вегалта Сендай». У Джей-лізі 1 тривалий період часу не відзначався забитими м'ячами через виходи по ходу матчів, але 23 червня відзначився першим голом у чемпіонаті в поєдинку проти «Вегалта Сендай».

## Статистика виступів

### Клубна
Станом на 23 червня 2021
| Клубні виступи | Клубні виступи       | Клубні виступи | Ліга  | Ліга | Кубок Імператора | Кубок Імператора | Кубок Джей-ліги | Кубок Джей-ліги | Загалом | Загалом |
| Сезон          | Клуб                 | Ліга           | Матчі | Голи | Матчі            | Голи             | Матчі           | Голи            | Матчі   | Голи    |
| -------------- | -------------------- | -------------- | ----- | ---- | ---------------- | ---------------- | --------------- | --------------- | ------- | ------- |
| 2019           | «Джираванц Кітакюсю» | Джей ліга 3    | 26    | 7    | 0                | 0                | —               | —               | 26      | 7       |
| 2020           | «Джираванц Кітакюсю» | Джей-ліга 2    | 35    | 18   | 0                | 0                | —               | —               | 35      | 18      |
| 2021           | «Сімідзу С-Палс»     | Джей-ліга 1    | 13    | 1    | 0                | 0                | 8               | 1               | 21      | 2       |
| Загалом        | Загалом              | Загалом        | 74    | 26   | 0                | 0                | 8               | 1               | 82      | 27      |